# Wladislaus I Herman van Polen
Wladislaus I Herman (?, 1043 - Plock, 4 juni 1102), was hertog van Polen.
Wladislaus was een zoon van Casimir I van Polen en Dobrognewa van Kiev. Zijn oudere broer Bolesław II de Stoute volgde hun vader op als koning van Polen. Bolesław was een energieke koning die in zijn ambities steeds meer in conflict kwam met de adel. Toen bisschop Stanislaus Szczepanowski hem wilde excommuniceren, zag Bolesław hier een coup van zijn tegenstanders in. Hij liet de bisschop berechten op beschuldiging van verraad, en liet hem ter dood brengen. Dit was aanleiding voor de adel om echt in opstand te komen en Bolesław moest met zijn gezin naar Hongarije vluchten. Wladislaus werd in zijn naam tot staatshoofd benoemd. Hij nam niet de titel "koning" aan maar die van "hertog", om zijn erkenning van het oppergezag van de keizer te benadrukken.
Toen hij hertog was geworden trouwde Wladislaus met Judith Přemysl, dochter van Vratislav II van Bohemen. In 1085 werd Vratislav door keizer Hendrik IV tot koning van Bohemen en Polen benoemd. Wladislaus kwam zo in een nog meer ondergeschikte positie. Hij moest voortaan een schatting betalen aan Bohemen en de steden Krakau en Cieszyn (stad) werden door Bohemen bezet. Daarnaast verloor hij de streek rond Lebus aan het Markgraafschap Brandenburg en de streek rond Przemyśl aan de Kievse vorstendommen.
Naast zijn politieke zwakte hadden Wladislaus en Judith het ongeluk dat ze geen kinderen kregen. Wladislaus had een zoon Zbignew maar die was geboren uit een huwelijk (met een onbekende vrouw) dat in de oud-Slavische ritus was gesloten. De kerk erkende dit huwelijk daarom niet en Zbignew was formeel een bastaard. Wladislaus had dus geen erfgenaam. De adel dwong Wladislaus daarom om Bolesław's zoon Mieszko als erfgenaam aan te wijzen. Die keerde daarop terug naar Polen en erkende Wladislaus als hertog. Daarna zag Wladislaus zich gedwongen om de feitelijke macht over te dragen aan zijn paltsgraaf Sieciech. Die ging Polen steeds meer op autocratische wijze besturen. Veel tegenstanders van Sieciech vluchtten naar het buitenland.
Na vijf jaar wachten kregen Wladislaus en Judith in 1086 toch nog een zoon: Bolesław III van Polen. Judith stierf een paar maanden na de geboorte. Wladislaus versterkte zijn banden met Duitsland door te hertrouwen met Judith Maria van Zwaben, weduwe van Salomo van Hongarije en zuster van keizer Hendrik IV. Waarschijnlijk waren het Sieciech en Judith Maria die in 1089 Mieszko lieten vergiftigen en die Zbignew naar een klooster in Quedlinburg stuurden om geestelijke te worden.
Pogingen van Sieciech om het hertogdom Pommeren te veroveren moesten na aanvankelijke successen worden opgegeven. In 1093 kreeg hij te maken met een opstand in Silezië. De opstandelingen haalden Zbignew uit het klooster. Hij werd snel gevangengenomen door Sieciech maar in 1097 werd hij vrijgelaten onder druk van de adel. Een strafexpeditie van Wladislaus (Sieciech was tijdelijk in Hongaarse gevangenschap) tegen Silezië mislukte en hij zag zich gedwongen om Zbignew als mede-erfgenaam te erkennen. De oppositie tegen Sieciech bundelde zich rond Zbignew en Bolesław III. In 1098 moest Wladislaus Polen verdelen tussen Zbignew en Bolesław, en zichzelf. Zelf hield Wladislaus het rechtstreekse bestuur over Mazovië met de stad Płock, en een aantal belangrijke steden als Wrocław, Krakau en Sandomierz. Sieciech besloot in 1099 tot een oorlog tegen de partij van Zbignew en Bolesław. Sieciech werd verslagen en Wladislaus kwam hem te hulp, en werd ook verslagen. Wladislaus moest nu alle macht overdragen aan Zbignew en Bolesław, en Sieciech ging in ballingschap.
In deze periode vestigden veel joden zich in Polen. Door de Eerste Kruistocht waren door heel Europa de jodenvervolgingen erger geworden. In Polen vonden ze een veilig land waar ze bovendien niet werden beperkt door allerlei wettelijke beperkingen.
Wladislaus overleed in 1102 en werd begraven in de kathedraal van Płock.

## Geloof en gezondheid
Middeleeuwse historische teksten en legendes vertellen dat Wladislaus een zwakke gezondheid had. Zijn zwakke politiek en de problemen om een erfgenaam te verwekken zijn daar misschien ook een aanwijzing voor.
Wladislaus zou chronische problemen met zijn benen hebben gehad. In 1086 kreeg hij de pokken waardoor zijn gelaat werd aangetast. Zowel de Wawel kathedraal als de kerk van de Aankondiging aan Maria (beiden in Krakau) zouden door Wladislaus zijn gesticht als dank voor een wonderbaarlijke genezing.
Toen Judith van Bohemen eindelijk zwanger werd stuurde Wladislaus rijke geschenken naar de abdij met het graf van de heilige Egidius (die wordt aangeroepen bij onvruchtbaarheid) in Saint-Gilles (Gard) in Frankrijk. Na de geboorte van Bolesław stichtte Wladislaus aan Egidius gewijde kerken in Krakau, Inowłódz en Giebułtów (powiat Krakowski).

## Huwelijken en kinderen
In zijn eerste huwelijk zou Wladislaus zijn getrouwd met een vrouw uit de Prawdzic familie. Dit huwelijk werd in ieder geval niet door de kerk erkend. De vrouw zou kort na 1080 non zijn geworden onder de naam Christina. Uit dit huwelijk werd een zoon geboren: Zbignew.
In zijn tweede huwelijk (ca. 1080) was Wladislaus getrouwd met Judith van Bohemen. Ze kregen een zoon Bolesław III van Polen.
In zijn derde huwelijk (ca. 1089) was Wladislaus getrouwd met Judith Maria van Zwaben. Zij kregen de volgende kinderen:
- een dochter, mogelijk Sophia, (ca. 1089 - voor 12 oktober 1112), gehuwd met Jaroslav Svjatopolkovitsj, vorst van Wolynië;
- Agnes (ca. 1090 - Quedlinburg, 29 december 1125), abdis van Quedlinburg
- Adelheid (ca. 1091 – 25/26 maart 1127), getrouwd met Diederik III, graaf van Vohburg en markgraaf van de noordelijke mark van Beieren
- een dochter getrouwd met een Poolse edelman

## Voorouders
| Voorouders van Wladislaus I Herman van Polen | Voorouders van Wladislaus I Herman van Polen                                  | Voorouders van Wladislaus I Herman van Polen                                  | Voorouders van Wladislaus I Herman van Polen                      | Voorouders van Wladislaus I Herman van Polen                      |
| -------------------------------------------- | ----------------------------------------------------------------------------- | ----------------------------------------------------------------------------- | ----------------------------------------------------------------- | ----------------------------------------------------------------- |
| Overgrootouders                              | Bolesław I van Polen (966-1025) ∞ Emnilda Słowiańska (+/-970-1017)            | Ezzo van Lotharingen (955-1034) ∞ Mathilde van Lotharingen (979-1025)         | Svjatoslav I (933-972) ∞ Maloesja (–)                             | ? (-) ∞ ? (-)                                                     |
| Grootouders                                  | Mieszko II Lambert van Polen (990-1034) ∞ Richeza van Lotharingen (1000-1063) | Mieszko II Lambert van Polen (990-1034) ∞ Richeza van Lotharingen (1000-1063) | Vladimir van Kiev (956-1015) ∞ ? (-)                              | Vladimir van Kiev (956-1015) ∞ ? (-)                              |
| Ouders                                       | Casimir I van Polen (1016-1058) ∞ Dobrognewa van Kiev (1012-1087)             | Casimir I van Polen (1016-1058) ∞ Dobrognewa van Kiev (1012-1087)             | Casimir I van Polen (1016-1058) ∞ Dobrognewa van Kiev (1012-1087) | Casimir I van Polen (1016-1058) ∞ Dobrognewa van Kiev (1012-1087) |
| Wladislaus I Herman van Polen (1043-1102)    |                                                                               |                                                                               |                                                                   |                                                                   |